# Горні Славечі
Горні Славечі (словен. Gornji Slaveči) — поселення в общині Кузма, Помурський регіон, Словенія. Висота над рівнем моря: 260,2 м.